# 玉名ラーメン

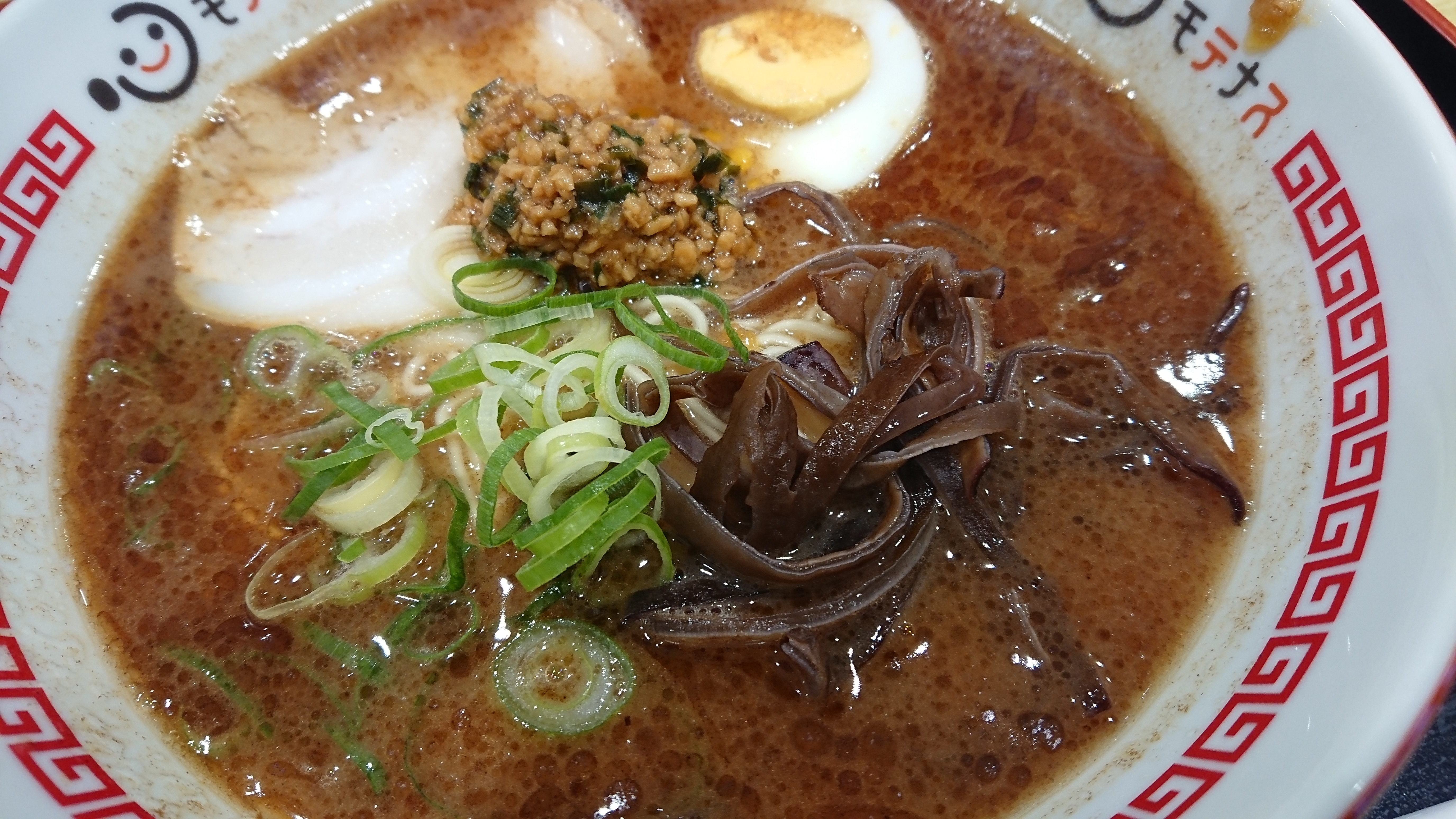
玉名ラーメン

玉名ラーメン（たまなラーメン）は、熊本県玉名市を中心に提供されている豚骨ラーメン。

## 歴史
1952年に福岡県久留米市に本店を持つ久留米ラーメンの中華そば専門店「三九」（2006年時点は佐賀市に本店を移転）が、玉名市の国鉄高瀬駅（現・JR玉名駅）前へ出店したことを契機とする。三九のラーメンは大人気となった。その三九の噂を聞きつけ、熊本市から訪れた山中安敏、重光孝治、木村一は三九の味に感銘を受け、山中はこむらさき、重光は味千ラーメン、木村は松葉軒といった、後に熊本ラーメンの元祖とも呼ばれる店舗をオープンさせることになる。このため玉名ラーメンが熊本ラーメンのルーツといわれる。
玉名市の三九は1956年に閉店し佐賀市へと移転したが、三九でラーメンの調理法を学んだ職人たちが次々と独立して行った。
玉名市でラーメン店が普及した背景には、近郊で海苔の養殖が盛んであり、作業を終え凍えた体を温めようとした労働者たちがラーメンに飛びついた事、焦がしニンニクを「精がつく食」として労働者たちの支持もあったためとみられている。

## 特徴
濃厚な豚骨スープと中細ストレート麺、焦がしにんにくのトッピングが特徴。焦がしにんにくの製法は、乾燥させた生ニンニクを油で揚げる方法と、フライパンなどで煎る方法に大別され、ラーメン店ごとに流儀が異なる。また、焦がしにんにくは最初からトッピングされているのではなく、客の好みに合わせて店員に振りかけてもらうのを特徴とする。
玉名市の老舗ラーメン店などにも麺を卸している熊本市の宮本製麺所の言に依れば、熊本のラーメン専門店への納品数が1日100玉前後であるのに対し、玉名への納品は1日に150玉から200玉、多い店で300玉と消費量が多く、また1玉の重量も玉名のほうが15グラム多い。玉名市でラーメン専門店に麺を卸している吉田製麺所では、製麺機による表面の微妙な凹凸で麺が不均一になりスープと馴染みやすいことを特徴に挙げている。

## 玉名ラーメン協議会
玉名ラーメン協議会は、玉名ラーメンの認知度を向上させるため、観光資源としての「玉名ラーメン」ブランドの活用を目的として2007年9月7日に玉名市内のラーメン専門店16店によって設立された。玉名ラーメン協議会では「玉名ラーメンスタンプラリー」を企画、実施している。
玉名市内に本キャンパスをもつ九州看護福祉大学とタイアップして「玉名ラーメン大学推進委員会」を発足させ、2007年10月27日、10月28日の同大学の学園祭にギャル曽根を招いてのイベントも企画している。
玉名ラーメン協議会加盟店舗
玉名ラーメン協議会公式サイトより。
- 桃苑（とうえん）
- 千龍（せんりゅう）
- 大輪（だいりん）
- 番屋（ばんや）
- 来々軒（らいらいけん）
- 雲龍軒（うんりゅうけん）
- 味千ラーメン玉名店（あじせん）
- 麺屋いっぽう
- 中王ラーメン
- 玉龍ラーメン
- 龍願（りゅうがん）